# Shin’ya Tanaka
Shin’ya Tanaka (jap. 田中 慎弥, Tanaka Shin’ya; * 29. November 1972) ist ein japanischer Schriftsteller.
Tanaka begann mit etwa zwanzig Jahren zu schreiben und debütierte 2005 mit dem Roman Tsumetai mizu no hitsuji (冷たい水の羊), für den er den Preis der Zeitschrift Shinchō für junge Autoren erhielt. Der Roman Tosho junbishitsu (図書準備室) brachte im 2007 die erste Nominierung für den Akutagawa-Preis. Im Folgejahr erhielt er für die Kurzgeschichte Sanagi den Kawabata-Yasunari-Literaturpreis und für Kireta Kusari (切れた鎖) den Mishima-Preis. 2008 erschien der Roman Kami-sama no inai Nippon Shirizu (神様のいない日本シリーズ), 2009 die Erzählungssammlung Inu to karasu (犬と鴉) und 2010 Jikken (実験). Bei der fünften Nominierung 2011 erhielt er für die Erzählung Tomogui (共喰い) den Akutagawa-Preis.

## Quelle
- j.lit Books from Japan - Authors - Shin'ya Tanaka

| Personendaten    | Personendaten              |
| ---------------- | -------------------------- |
| NAME             | Tanaka, Shin’ya            |
| ALTERNATIVNAMEN  | 田中 慎弥 (japanisch)      |
| KURZBESCHREIBUNG | japanischer Schriftsteller |
| GEBURTSDATUM     | 29. November 1972          |